# Wir setzen den Wandel fort
Wir setzen den Wandel fort (bulgarisch Продължаваме промяната Prodalschawame promjanata, kurz PP) ist der Name einer bulgarischen Antikorruptionsplattform unter der Führung von Kiril Petkow und Assen Wassilew, die kurzzeitig in der Übergangsregierung Janew I als Wirtschafts- bzw. Finanzminister gedient hatten.
Im Jahr 2022 gründeten Petkow und Wassilew unter dem gleichen Namen eine Partei.

## Geschichte
Die beiden ehemaligen Geschäftsleute und Harvard-Absolventen Kiril Petkow und Assen Wassilew gründeten die Antikorruptionsplattform im September 2021 und nahmen an der vorgezogenen Parlamentswahl am 14. November desselben Jahres teil. Diese Wahl war schon die dritte Parlamentswahl in diesem Jahr. Sie war nötig, weil in der zersplitterten Parteienlandschaft Bulgariens weder nach den Wahlen im April noch im Juli 2021 eine Regierungsbildung zustande kam. PP versprach nach dessen Gründung, innerhalb von vier Jahren ein neues Bulgarien ohne Korruption zu schaffen. Dieses Versprechen erfüllte sich nicht; die politischen Verhältnisse blieben instabil; bis 2025 wurde in Bulgarien sechsmal neu gewählt.
Wir setzen den Wandel fort wurde als alternative Antikorruptionsplatform geschaffen, die sich als „bündelnde Kraft“ zwischen Parteien sieht. Für ihren Kampf gegen mafiöse Strukturen aus Kriminellen, Staatsbediensteten und Firmen wurden Mitglieder von „Wir setzen den Wandel fort“ von der organisierten Kriminalität bedroht. Bulgarien bildet unter EU-Staaten das Schlusslicht in Korruptionsranglisten.
Da nur Parteien oder Koalitionen an der Parlamentswahl im November 2021 teilnehmen durften und die Plattform in der Kürze nicht zu einer Partei aufgebaut werden konnte, musste sie mit der Registrierung einer oder mehrerer anderer Parteien antreten. Hierfür gingen Petkow und Wassilew eine Wahlkoalition gleichen Namens mit den Parteien Volt, Mitteleuropäische Klasse (SEK) und der Politischen Bewegung Sozialdemokraten (PDS) ein. Die Teilnahme an der Wahl erfolgte durch die Koalition und mit der Registrierung der ersten beiden Parteien, wobei erstere kurz zuvor aus der parlamentarischen Koalition ISBG-NI ausgetreten war.
Am 15. April 2022 wurde von Petkow und Wassilew die gleichnamige Partei Wir setzen den Wandel fort – Demokratisches Bulgarien (PP–DB) gegründet.
Im Juni 2024 traten zwei Europaabgeordnete der Partei als Vollmitglieder in die parlamentarische Gruppe Renew Europe ein.
Spätestens seit Januar 2025, seitdem die Partei GERB mit Rossen Scheljaskow wieder den Ministerpräsidenten stellt, sieht sich die Partei Wir setzen den Wandel fort fingierten Verhaftungen und Verleumdungen bzw. politischer Verfolgung ausgesetzt. Dem Anti-Corruption-Fund zufolge (einer Nicht-Regierungsorganisation, die unter anderem von der Konrad-Adenauer-Stiftung unterstützt wird) handelt es sich bei den Verhafteten „ausnahmslos um politische Gegner von Deljan Peewski“.

## Wahlergebnisse
| Jahr | Wahl                         | Stimmenanteil | Sitze               |
| ---- | ---------------------------- | ------------- | ------------------- |
| 2021 | Parlamentswahl November 2021 | 25,67 %       | 61/240 von 67/240   |
| 2022 | Parlamentswahl 2022          | 20,20 %       | 47/240 von 53/240   |
| 2023 | Parlamentswahl 2023          | 24,56 %       | 36/240 von 64/240 1 |
| 2024 | Europawahl 2024              | 14,45 %       | 2/17 von 3/17 1     |
| 2024 | Parlamentswahl Juni 2024     | 14,33 %       | 22/240 von 39/240 1 |